# Ordine civile di Savoia
L'Ordine civile di Savoia era un'onorificenza del Regno d'Italia.

## Storia
L'Ordine civile di Savoia venne istituito dal re Carlo Alberto il 29 ottobre 1831 per premiare chi, mediante lo studio o il lavoro, avesse onorato la corona o lo stato. L'ordine poteva essere inizialmente conferito solo ai cittadini sabaudi e successivamente venne esteso anche a cittadini di Stati esteri. Ai cavalieri di tale ordine spettavano gli onori militari riservati agli ufficiali inferiori. Al momento dell'istituzione il limite massimo era di 40 cavalieri, limite successivamente portato a 50 nel 1859, a 60 nel 1861, e a 70 nel 1887.
Secondo lo statuto voluto da Carlo Alberto, erano ammessi all'ordine:
- i ministri di governo che avessero eseguito qualche atto rilevante in alta amministrazione del proprio incarico
- gli uomini di scienze e di lettere che si fossero grandemente distinti con la pubblicazione delle loro opere negli stati piemontesi o al di fuori di essi con l'autorizzazione regia
- gli ingegneri, architetti e artisti che si fossero grandemente distinti con la realizzazione di opere pubbliche negli stati piemontesi
- gli inventori e scopritori che avessero trovato invenzioni di grande vantaggio per la comunità o a quanti avessero dato contributi eccezionali per il perfezionamento di una esistente
- i professori e i rettori di scienze o lettere di scuole, accademie e università, che si fossero distinti nel loro operato o che avessero pubblicato opere degne di nota.

Dopo il 1946 l'Ordine civile di Savoia non è stato riconosciuto dalla Repubblica Italiana. Tuttavia, essendo un ordine antecedente alla costituzione del Regno d'Italia, esso ha continuato a essere conferito dal re Umberto II fino alla morte, avvenuta il 18 marzo 1983. Nel 1988 Vittorio Emanuele di Savoia, in qualità di Capo della Real Casa di Savoia, ha costituito un ordine di merito in seno all'Ordine Civile di Savoia, denominato Ordine al merito di Savoia.

## Classi
L'Ordine civile di Savoia si compone nell'unica classe di cavaliere.

## Insegne
- La medaglia dell'Ordine civile di Savoia consisteva in una croce d'oro smaltata d'azzurro recante un tondo bianco con la sigla "C.A." (Carlo Alberto), sostituita da "V.E." (Vittorio Emanuele II) dopo la morte di Carlo Alberto. Sul retro della croce la scritta «AL MERITO CIVILE 1831».
- Il nastro dell'ordine era bianco con una striscia blu nel mezzo.